# Kypello Ellados 2021-2022
La Coppa di Grecia 2021-2022 è stata la 80ª edizione del torneo, iniziata il 28 agosto 2021 e terminata il 21 maggio 2022. Il Panathīnaïkos ha vinto l'edizione battendo il PAOK in finale.

## Formula
Alla coppa partecipano in totale 128 club, 14 dalla Super League, 32 dalla Souper Ligka 2, 82 dalla Gamma Ethniki. Gli incontri si disputano, dal primo al quinto turno, in gara unica; dagli ottavi alle semifinali invece andata e ritorno per arrivare alla finale in gara unica.
| Turno            | Data                              | Numero di incontri | Squadre  | Entrano a questo turno                             |
| ---------------- | --------------------------------- | ------------------ | -------- | -------------------------------------------------- |
| Primo turno      | 29 agosto 2021                    | 39                 | 119 → 80 | 78 squadre della Gamma Ethniki                     |
| Secondo turno    | 12 settembre 2021                 | 20                 | 80 → 60  | 1 squadra della Gamma Ethniki                      |
| Terzo turno      | 26 settembre 2021                 | 23                 | 60 → 37  | 26 squadre della Souper Ligka 2                    |
| Quarto turno     | 6 ottobre 2021                    | 9                  | 37 → 28  | –                                                  |
| Quinto turno     | 27 ottobre 2021                   | 12                 | 28 → 16  | 10 squadre della Super League, dal 5º al 14º posto |
| Ottavi di finale | 1º dicembre 2021 22 dicembre 2021 | 8                  | 16 → 8   | 4 squadre della Super League, dal 1º al 4º posto   |
| Quarti di finale | 19 gennaio 2022 26 gennaio 2022   | 4                  | 8 → 4    | –                                                  |
| Semifinali       | 2 marzo 2022 9 marzo 2022         | 2                  | 4 → 2    | –                                                  |
| Finale           | 21 maggio 2022                    | 1                  | 2 → 1    | –                                                  |

## Partite

### Primo turno
Il sorteggio è stato effettuato il 12 agosto 2021. Il Charafgiakos Iliopoli, per sorteggio, accede direttamente al turno successivo.
| Squadra 1                          | Risultato       | Squadra 2                      |
| ---------------------------------- | --------------- | ------------------------------ |
| 28 agosto 2021                     |                 |                                |
| Agios Nikolaos                     | 2 – 0           | Asteras Vari                   |
| Kozani                             | 2 – 1           | Dimitra Efxinoupolis           |
| Lefkimi                            | 3 – 2 (dts)     | Atromitos Palama               |
| Poros                              | 0 – 0 (3-4 dtr) | Aias Salamina                  |
| 29 agosto 2021                     |                 |                                |
| Acheron Kanallaki                  | 2 – 0           | Aetos Makrochori               |
| Neapolis Lasithios                 | 0 – 3           | Aittitos Spata                 |
| Agios Mattheos                     | 0 – 1           | Teseo Agrias                   |
| Enosi Alexandroupolis              | 2 – 0           | Thermaïkos Thermi              |
| Apollōn Kalamarias                 | 0 – 3           | Makedonikos                    |
| Aris Skalas                        | 1 – 0           | Ermionidas-Ermis               |
| Ktinotrofikos Asteras Kalirachis   | 1 – 2 (dts)     | Amvrysseas Distomos            |
| Diagoras Vrachnikon                | 3 – 0           | Zakynthos                      |
| Edessaïkos                         | 2 – 0           | Ethnikos Neos Keramidios       |
| Ermis Meligous                     | 3 – 2           | Finikas Neas Epidavros         |
| Ethnikos Sochos                    | 1 – 0           | Nestos Chrysoupoli             |
| Fikis                              | 1 – 0           | Anagennisi Arta                |
| Fostiras                           | 1 – 2           | Panachaïkī                     |
| Ethnikos Giannitsa                 | 1 – 2           | Arīs Avatou                    |
| Giouchtas                          | 1 – 0           | Almyros                        |
| Īlioupolī                          | 4 – 0           | Agias Gastounis                |
| Ypatos                             | 7 – 1           | Amvrakikos Loutros             |
| Megas Alexandros Trikalon Imathias | 1 – 0           | Iraklis Ampelokipon            |
| Nafpaktiakos Asteras               | 0 – 3           | Tīlykratīs                     |
| Nea Artaki                         | 1 – 0           | Panvouprasiakos Vardas         |
| Orfeas Xanthi                      | 0 – 4           | Agrotikos Asteras              |
| Panagriniakos                      | 4 – 3           | Iraklis Larissa                |
| Paniōnios                          | 0 – 3           | Atalanti                       |
| Anagennisi Plagia                  | 2 – 1           | Neos Megas Alexandros Orfanios |
| Poseidon Michaniona                | 4 – 1           | Apollon Paralimnios            |
| Proodeftikī                        | 2 – 0           | Santorini                      |
| Thyella Sarakinon                  | 1 – 3           | Pandramaïkos                   |
| 5 settembre 2021                   |                 |                                |
| Anagennisi Ierapetra               | 0 – 1           | Keratsini                      |
| Mykonos                            | 1 – 4           | Ethnikos Pireo                 |
| Ethnikos Skoulikados               | 1 – 3           | Diavolitsios                   |
| Eolikos Mytilenes                  | 1 – 1 (6-7 dtr) | Panelefsiniakos                |
| Aris Soudas                        | 3 – 0           | Karava Pireo                   |
| Atsalenios Iraklio                 | 3 – 2           | Pylios Kos                     |
| AEP Kozanī                         | 0 – 3           | Elassona                       |
| Rouf                               | 4 – 0           | Panaigialeios                  |

### Secondo turno
Il sorteggio è stato effettuato il 6 settembre 2021.
| Squadra 1             | Risultato       | Squadra 2                          |
| --------------------- | --------------- | ---------------------------------- |
| 11 settembre 2021     |                 |                                    |
| Tīlykratīs            | 4 – 4 (3-5 dtr) | Lefkimi                            |
| Diagoras Vrachnikon   | 3 – 0           | Ermis Meligous                     |
| Makedonikos           | 0 – 1           | Ypatos                             |
| Panagriniakos         | 2 – 0           | Elassona                           |
| Teseo Agrias          | 1 – 0           | Megas Alexandros Trikalon Imathias |
| 12 settembre 2021     |                 |                                    |
| Agios Nikolaos        | 3 – 2           | Panelefsiniakos                    |
| Aias Salamina         | 0 – 2           | Panachaïkī                         |
| Enosi Alexandroupolis | 1 – 1 (3-4 dtr) | Acheron Kanallaki                  |
| Aris Soudas           | 2 – 1           | Charafgiakos Iliopoli              |
| Atalanti              | 0 – 1           | Nea Artaki                         |
| Atsalenios Iraklio    | 3 – 3 (3-4 dtr) | Īlioupolī                          |
| Diavolitsios          | 1 – 3 (dts)     | Rouf                               |
| Ethnikos Pireo        | 3 – 0           | Keratsini                          |
| Edessaïkos            | 3 – 0           | Arīs Avatou                        |
| Ethnikos Sochos       | 3 – 0           | Agrotikos Asteras                  |
| Fikis                 | 1 – 0           | Amvrysseas Distomos                |
| Giouchtas             | 1 – 1 (4-2 dtr) | Aittitos Spata                     |
| Kozani                | 2 – 0           | Pandramaïkos                       |
| Anagennisi Plagia     | 0 – 2           | Poseidon Michaniona                |
| Proodeftikī           | 2 – 1           | Aris Skalas                        |

### Terzo turno
Il sorteggio è stato effettuato il 21 settembre 2021.
| Squadra 1           | Risultato       | Squadra 2           |
| ------------------- | --------------- | ------------------- |
| 25 settembre 2021   |                 |                     |
| Aris Soudas         | 0 – 1           | Diagoras            |
| Ethnikos Pireo      | 2 – 2 (2-4 dtr) | Proodeftikī         |
| 26 settembre 2021   |                 |                     |
| OF Ierapetra        | 1 – 1 (3-4 dtr) | Kalamata            |
| Acheron Kanallaki   | 2 – 1           | Olympiakos Volos    |
| Apollōn Larissa     | 0 – 3           | Larissa             |
| Diagoras Vrachnikon | 0 – 1           | Panachaïkī          |
| Edessaïkos          | 1 – 3           | Kozani              |
| Ethnikos Sochos     | 0 – 1           | Ypatos              |
| Fikis               | 0 – 1           | Nikī Volo           |
| Giouchtas           | 1 – 2 (dts)     | Agios Nikolaos      |
| Īlioupolī           | 2 – 0           | Asteras Vlachiōtī   |
| Kallithea           | 2 – 1 (dts)     | Episkopī            |
| Karaïskakīs         | 0 – 2           | Xanthī              |
| Lefkimi             | 2 – 1           | Apollōn Pontou      |
| Nea Artaki          | 1 – 2           | Kīfisias            |
| Panagriniakos       | 0 – 2           | Trikala             |
| Pierikos            | 1 – 2           | Īraklīs             |
| Poseidon Michaniona | 0 – 5           | Levadeiakos         |
| Rouf                | 0 – 3           | Ergotelīs           |
| Thesprotos          | 1 – 2           | Almopos Aridea      |
| Teseo Agrias        | 2 – 2 (2-4 dtr) | Panserraïkos        |
| PS Veria            | 0 – 1 (dts)     | Anagennīsī Karditsa |
| 29 settembre 2021   |                 |                     |
| Egaleo              | 2 – 1 (dts)     | PAE Chania          |

### Quarto turno
Il sorteggio è stato effettuato il 30 settembre 2021. Acheron Kanallaki, Īlioupolī, Kallithea, Kīfisias e Lefkimi, per sorteggio, accedono direttamente al quinto turno.
| Squadra 1           | Risultato       | Squadra 2      |
| ------------------- | --------------- | -------------- |
| 6 ottobre 2021      |                 |                |
| Diagoras            | 1 – 2 (dts)     | Larissa        |
| Ypatos              | 0 – 1 (dts)     | Trikala        |
| Anagennīsī Karditsa | 1 – 1 (2-0 dtr) | Almopos Aridea |
| Kozani              | 1 – 1 (4-5 dtr) | Agios Nikolaos |
| Levadeiakos         | 2 – 0           | Kalamata       |
| Nikī Volo           | 2 – 0           | Ergotelīs      |
| Panachaïkī          | 1 – 0           | Egaleo         |
| Panserraïkos        | 2 – 1           | Īraklīs        |
| Proodeftikī         | 0 – 2           | Xanthī         |

### Quinto turno
Il sorteggio è stato effettuato il 14 ottobre 2021.
| Squadra 1           | Risultato       | Squadra 2        |
| ------------------- | --------------- | ---------------- |
| 26 ottobre 2021     |                 |                  |
| Anagennīsī Karditsa | 0 – 0 (5-4 dtr) | Kallithea        |
| Levadeiakos         | 1 – 0           | Asteras Tripolīs |
| Larissa             | 1 – 1 (3-1 dtr) | PAS Giannina     |
| 27 ottobre 2021     |                 |                  |
| Lefkimi             | 1 – 2           | Agios Nikolaos   |
| Īlioupolī           | 0 – 3           | Lamia            |
| Xanthī              | 1 – 2           | Iōnikos          |
| Panserraïkos        | 1 – 3           | Volo             |
| Atromītos           | 0 – 1           | Panathīnaïkos    |
| Panachaïkī          | 1 – 2           | Panaitōlikos     |
| 28 ottobre 2021     |                 |                  |
| Acheron Kanallaki   | 0 – 1           | OFI Creta        |
| Trikala             | 0 – 1           | Nikī Volo        |
| 3 novembre 2021     |                 |                  |
| Kīfisias            | 1 – 0           | Apollōn Smyrnīs  |

### Ottavi di finale
Il sorteggio è stato effettuato il 18 novembre 2021.
| Squadra 1                           | Totale | Squadra 2           | Andata | Ritorno |
| ----------------------------------- | ------ | ------------------- | ------ | ------- |
| 1º dicembre 2021 / 22 dicembre 2021 |        |                     |        |         |
| Nikī Volo                           | 0 – 2  | Panaitōlikos        | 0 – 1  | 0 – 1   |
| Levadeiakos                         | 3 – 4  | Olympiacos          | 3 – 2  | 0 – 2   |
| Larissa                             | 2 – 4  | PAOK                | 1 – 1  | 1 – 3   |
| 1º dicembre 2021 / 23 dicembre 2021 |        |                     |        |         |
| Arīs Salonicco                      | 5 – 1  | OFI Creta           | 3 – 1  | 2 – 0   |
| Panathīnaïkos                       | 2 – 1  | Volo                | 2 – 1  | 0 – 0   |
| AEK Atene                           | 5 – 1  | Kīfisias            | 4 – 0  | 1 – 1   |
| 2 dicembre 2021 / 22 dicembre 2021  |        |                     |        |         |
| Agios Nikolaos                      | 0 – 6  | Anagennīsī Karditsa | 0 – 1  | 0 – 5   |
| 2 dicembre 2021 / 23 dicembre 2021  |        |                     |        |         |
| Lamia                               | 3 – 0  | Iōnikos             | 2 – 0  | 1 – 0   |

### Quarti di finale
Il sorteggio per quarti di finale, semifinali e finale è stato effettuato il 29 dicembre 2021.
| Squadra 1                         | Totale | Squadra 2           | Andata | Ritorno     |
| --------------------------------- | ------ | ------------------- | ------ | ----------- |
| 19 gennaio 2022 / 9 febbraio 2022 |        |                     |        |             |
| Panaitōlikos                      | 3 – 4  | Olympiacos          | 2 – 1  | 1 – 3 (dts) |
| Panathīnaïkos                     | 5 – 0  | Anagennīsī Karditsa | 4 – 0  | 1 – 0       |
| PAOK                              | 2 – 1  | AEK Atene           | 0 – 0  | 2 – 1       |
| 20 gennaio 2022 / 26 gennaio 2022 |        |                     |        |             |
| Arīs Salonicco                    | 0 – 1  | Lamia               | 0 – 0  | 0 – 1 (dts) |

### Semifinali
| Squadra 1                       | Totale      | Squadra 2  | Andata | Ritorno     |
| ------------------------------- | ----------- | ---------- | ------ | ----------- |
| 20 aprile 2022 / 27 aprile 2022 |             |            |        |             |
| Panathīnaïkos                   | 3 – 0       | Lamia      | 1 – 0  | 2 – 0       |
| 21 aprile 2022 / 27 aprile 2022 |             |            |        |             |
| PAOK                            | 1 – 1 (gfc) | Olympiacos | 0 – 0  | 1 – 1 (dts) |

### Finale
| Arbitro: | Antonio Mateu Lahoz |

|                          |           |  |
| Cantalapiedra 34’ (rig.) | Marcatori |  |